# WD-40
WD-40 е американска компания и търговска марка на известния аерозолен препарат, разработен от Норман Ларсен през 1953 г. в създадената от него Rocket Chemical Company в Сан Диего, Калифорния. Първоначално препаратът е разработен за индустриални потребители като водоотблъскващо средство, предпазващо от корозия. По-късно се установява, че той има много възможности за използване и в бита.
Според корпоративната легенда, формулата на продукта е разработена при четиридесетия опит (WD-40 като съкращение от английския израз Water Displacement 40th Attempt – водоотблъскване 40-и опит). Продуктът се състои основно от различни въглеводороди. WD-40 най-напред е използван от компанията Convair за защита на външната обшивка на ракетите Атлас от корозия. За пръв път продуктът се появява през 1958 г. в магазините на Сан Диего.

## Предназначение
Главната съставка на продукта е минерално масло, което, полепвайки по метална повърхност, осигурява смазване и дълговременна защита от влага. В състава на продукта влизат също различни леки въглеводороди, които придават на продукта нисък вискозитет и възможност да се разпръсква във вид на аерозол. Това го прави подходящ за консервация на оборудване, съдържащо скрити кухини и цепнатини.
Точната формула на продукта и до днес е търговска тайна и се пази строго. Продуктът не е патентован, за да се избегне разкриването на технологията на производство.
Паспортът за безопасност (задължителен документ в САЩ) дава следните сведения за състава на продукта:
- 50% – разтворител (уайт спирит, минерален терпентин);
- 25% – пропан-бутан (втечнен природен газ), който напоследък е заменен от втечнен въглероден диоксид;
- 15% – минерално масло;
- 10% – инертни съставки.

Освен това в паспорта има указание, че продуктът е огнеопасен и вреден при поглъщане или вдишване, както и при продължително въздействие върху кожата. WD-40 не се гаси с вода.
WD-40 се използва широко в авторемонтните и механоработилници, както и в бита – например за отвиване на ръждясали гайки и болтове, когато има достъп до резбата.

## Компанията WD-40
Rocket Chemical Company е основана през 1953 г. През 1969 г. неин президент става Джон С. Бари, който изменя името ѝ на WD-40 с основанието, че „ракетно-химическата компания“ всъщност не произвежда ракети. През 1973 г. компанията става публична, като пуска свои акции на борсата NASDAQ (символ на акциите: WDFC). През последните години WD-40 придобива няколко нови продуктови линии, добавяйки към производството си брандовете 3-IN-ONE, LAVA, Spot Shot, X-14 и някои други.
Щаб-квартирата на компанията и до днес се намира в Сан Диего, Калифорния. Продуктът се продава в повече от 160 страни по света. Доходът за 2010 финансова година надвишава 300 млн. $.